# Chaoborus pallidipes
Chaoborus pallidipes är en tvåvingeart som först beskrevs av Theobald 1911.  Chaoborus pallidipes ingår i släktet Chaoborus och familjen tofsmyggor. Inga underarter finns listade i Catalogue of Life.